# Estrategia Digital Nacional (México)
La Estrategia Digital Nacional, es un plan del gobierno federal de México creado por la presidencia de México como política oficial, que tiene como objetivo la "adopción y el desarrollo de las Tecnologías de la Información y la Comunicación" en México, en el periodo 2014 - 2018. Fue presentada oficialmente el 25 de noviembre de 2013.

## Antecedentes
Según las evaluaciones realizadas por la OCDE a los países miembros, México ocupa un lugar muy bajo en materia de conectividad y digitalización. Ocupa además el quinto lugar entre los países de América Latina en estas materias.
Desde su campaña para la presidencia de México, Enrique Peña Nieto anunció la realización una agenda digital para el país, en caso de ser electo. Una vez que esto sucedió y desde su equipo de transición designó a Alejandra Lagunes Soto Ruiz como encargada de dicha iniciativa otorgándole la coordinación del Programa de Gobierno Digital.
Una vez que asumió el cargo como presidente Peña Nieto creó, dentro de la Oficina de la Presidencia de la República, la Coordinación para la Estrategia Digital a cargo de la mencionada comunicóloga, quien en septiembre de 2013 presentó los ejes rectores del proyecto.
La estrategia fue presentada oficialmente por Enrique Peña Nieto y Alejandra Lagunes el 25 de noviembre de 2013 en el Museo Nacional de Antropología.
Alejandra Lagunes Soto Ruiz presentó su renuncia tras 5 años detrás de la coordinación para integrarse al equipo de comunicación del excandidato presidencial José Antonio Meade Kuribreña. La coordinación quedó a cargo de Yolanda Martínez que se desempeñaba como titular de la Unidad de Gobierno Digital.

## Habilitadores
La estrategia señala cinco habilitadores 1) Conectividad, 2) Inclusión de Habilidades Digitales, 3) Interoperabilidad, 4) Marco Jurídico y 5) Datos Abiertos. El primero de ellos prevé el incremento de la estructura técnica para un mejor acceso al internet y a las tecnologías de la información como el aumento del cableado de fibra óptica en México. El segundo busca incrementar las capacidades de la población mexicana en el uso de las TIC y el cuarto busca modificar y modernizar la legislación en México para una mejor gobernanza del internet.

## Objetivos
El plan establece cinco objetivos básicos alrededor de los cuales gira todo el funcionamiento de la estrategia, cada uno de los cuales prevé distintos objetivos secundarios y líneas de acción para su aplicación:
1. Transformación Gubernamental. Que establece la creación de una ventanilla única para realizar todos los trámites gubernamentales en línea.
2. Economía Digital. Que busca promover la inclusión de los mercados digitales y la digitalización de empresas.
3. Educación de Calidad. Establece el aumento de los medios tecnológicos en los centros de estudios y entre los profesores y estudiantes.
4. Salud Universal y Efectiva. Establece la creación de un sistema digital sobre datos médicos y trámites ante las instituciones de salud pública.
5. Seguridad Ciudadana. Propone el uso de las nuevas tecnologías en materias de seguridad pública y protección civil.[8]

### Transformación Gubernamental
Prevé los siguientes objetivos secundarios:
1. Generar y coordinar acciones orientadas hacia el logro de un Gobierno Abierto.
2. Instrumentar la Ventanilla Única Nacional para trámites y servicios.
3. Crear una política de TIC sustentable para la Administración Pública Federal.
4. Instrumentar una política digital de gestión del territorio nacional.
5. Crear una política de TIC sustentable para la Administración Pública Federal
6. Usar datos para el desarrollo y el mejoramiento de políticas públicas
7. Adoptar una comunicación digital centrada en el ciudadano.

### Economía Digital
Sus objetivos secundarios son:
1. Desarrollar el mercado de bienes y servicios digitales
2. Potenciar el desarrollo del comercio electrónico
3. Estimular la innovación de servicios digitales a través de la democratización del gasto público
4. Asegurar la inclusión financiera mediante esquemas de banca móvil

### Educación de Calidad
Sus objetivos secundarios son:
1. Desarrollar una política nacional de adopción y uso de las TIC en el proceso de enseñanza-aprendizaje del Sistema Educativo Nacional
2. Ampliar la oferta educativa a través de medios digitales
3. Mejorar la gestión educativa mediante el uso de las TIC
4. Desarrollar una agenda digital de cultura

### Salud Universal y Efectiva
Sus objetivos secundarios son:
1. Incorporar el uso de las TIC para facilitar la convergencia de los sistemas de salud y aumentar la cobertura de los servicios de salud
2. Establecer la personalidad única en salud a través del padrón general de salud
3. Implementar el Expediente Clínico Electrónico (ECE), el Certificado Electrónico de Nacimiento (CeN) y la Cartilla Electrónica de Vacunación (CeV).
4. Implementar Sistemas de Información de Registro Electrónico para la Salud
5. Instrumentar mecanismos de Telesalud y Telemedicina

### Seguridad Ciudadana
1. Generar herramientas y aplicaciones de denuncia ciudadana en múltiples plataformas
2. Desarrollar instrumentos digitales para la prevención social de la violencia
3. Impulsar la innovación cívica por medio de las TIC
4. Prevenir y mitigar los daños causados por desastres naturales mediante el uso de las TIC

## Coordinación de Estrategia Digital Nacional
La elaboración y aplicación de esta estrategia fue encomendada a la Coordinación de Estrategia Digital Nacional cuya titular es la comunicóloga Alejandra Lagunes, que para tal efecto ha solicitado un presupuesto en el ejercicio fiscal 2014 de $25'849,136 pesos mexicanos y que dentro de la estructura orgánica de la administración federal es una unidad de apoyo técnico de la presidencia.